# Camaroptera chloronota
Camaroptera chloronota là một loài chim trong họ Cisticolidae.